# آکاتسوکی (ناروتو)
آکاتسوکی (به ژاپنی: 暁، سحرگاه، طلوع) گروهی از نینجاهای درجه بالا بودند بنیان‌گذار آن یتیم‌های آمه (یاهیکو، ناگاتو و کونان) بودند. این گروه در ابتدای شکل‌گیری به دنبال ایجاد صلح از طریق مذاکره و دفاع از مردم بود. با مرگ یاهیکو، اوبیتو اوچیها با فریب ناگاتو رهبری گروه را پنهانی به دست گرفت و با گردآوری نینجاهای قوی فراری از دهکده‌های مختلف آکاتسوکی را به گروهی مزدور تبدیل کرد که در قبل کم هر مأموریتی را انجام می‌دادند. این گروه با گذشت زمان به هدف زنده کردن ده 
دم، با دزدیدن جینچوریکی‌ها شروع به گردآوری نه هیولای دم‌دار کرد و با از دست دادن و کشته شدن تدریجی اعضا از بین رفت.

## اعضا
- ناگاتو (مرده): وی که تحت کنترل اوبیتو اوچیها سرپرست این گروه شد، ۵ تن دیگر را برای فن شش مسیر پین (Six Paths of Pain) در کنار بدن یاهیکو، دوست بچگی خود جمع‌آوری کرد. او نام تن‌های خود را Pain (درد) نهاده‌است. وی بعدها با فدا کردن جان خود افرادی را که در حمله به دهکدهٔ کونوها کشته بود، دوباره زنده کرد و جان خود را از دست داد.
- کونان (جدا شده-مرده): یکی از عضوهای اصلی و تنها نینجای زن در آکاتسوکی می‌باشد. او از دوستان نزدیک ناگاتو و در کنار یاهیکو تیم ۳ یتیم آمه (Ame Orphans) را تشکیل می‌دادند. بعد از کشته شدن ناگاتو آکاتسوکی را ترک کرد. عنصر وی کاغذ است و بیشتر فن‌های خود را با کاغذ اعمال می‌کند. او به خاطر خیانت به آکاتسوکی و امتناع از دادن چشم رینگان به اوبیتو، در مبارزه‌ای با وی کشته می‌شود.
- هیدان (زنده): بددهن‌ترین شخص و پیرو مذهب جاشین که تمام وقت خود را صرف قربانی کردن افراد به خدای جاشین می‌کند و طی آزمایش‌هایی جاودانه شده و هیچگاه نمی‌میرد. او بعد از کشتن آسوما ساروتوبی بعدها در جنگ با شیکامارو نارا منفجر شده و در زمین دفن می‌شود. ولی همچنان به دلیل قدرت وی زنده می‌ماند او دارای اسلحه‌ای سه تیغه مانند داس می‌باشد. او با استفاده از قرار گرفتن در مثلثی که در داخل دایره ای از جنس خون قرار دارد و وارد کردن خون حریف به بدنش حرکت حریفش را به خودش برمی‌گرداند.
- کاکوزو (مرده): وی هم‌تیمی هیدان بوده و خود نیز دارای چند قلب و عاشق پول است. او نیز در جنگ با ناروتو و توسط راسن شوریکن کشته می‌شود. وی دارای ۴ عروسک می‌باشد که این عروسک‌ها هم اسلحه و هم قلب‌های وی هستند. که در نتیجه می‌گیریم او ۵ قلب دارد به گفته خودش با هوکاگه اول هم مبارزه کرده .او نود و دو سال دارد و پیر ترین شخص اکاتسوکی است .
- ایتاچی اوچیها (مرده): در آکاتسوکی او و اوبیتو تنها افرادی هستند که دارای چشم شارینگان می‌باشند. او پس از کمک گرفتن از اوبیتو در قتل‌عام قبیلهٔ خودش به عضویت آکاتسوکی درآمد. ایتاچی به خاطر ذات صلح‌دوستش در مبارزه‌های خود اغلب از فن توهمی (Genjutsu) استفاده می‌کند تا مبارزه‌ها را در کمترین زمان به پایان برساند و در آکاتسوکی سعی می‌کند به صورت پنهانی از کونوهاگاکوره محافظت کند و از حمله به کونوها و گرفتن ناروتو طفره می‌رود .اولین حمله ی او به ناروتو و اقدام به دزدیدن او در واقع هشداری به جیرایا برای در امان نگه داشتن ناروتو از اکاتسوکی بود. وی نیز بعدها در جنگی که برنامه‌ریزی کرده بود توسط برادرش ساسوکه اوچیها کشته می‌شود. ایتاچی همچنین به بیماری سل مبتلا بود که باعث میشد توان زیادی برای مبارزه نداشته باشد و حتی در مبارزه ی اخرش با ساسکه از قرص های انرژی زا برای زنده نگه داشتن خود استفاده میکرد .
- کیسامه هوشیگاکی (مرده): یکی از نینجاهای سابق روستای کیریگاکوره و یار دوم ایتاچی اوچیها در آکاتسوکی است. او یکی از ۷ شینوبی شمشیرزن می‌باشد که دارای شمشیری به نام سامه‌هادا (Samehada "پوست کوسه") بود که چاکرای حریف را به خود جذب می‌کند. او در مبارزه با گای و چند نینجای دیگر از کونوها بیهوش می‌شود و قبل از این که بتوانند اطلاعات مغز او را شناسایی کنند زبان خود را گاز می‌گیرد و در زندان آبی که ایجاد کرده خود را به خورد کوسه‌هایش می‌دهد.
- اوبیتو اوچیها (مرده): رهبر اصلی آکاتسوکی که پس از کمک به پین برای جلوگیری از جنگ‌های داخلی دهکدهٔ آمه‌گاکوره در ازای همکاری وی، به پین دستور جمع‌آوری ۸ عضو دیگر برای آکاتسوکی را داد. وی بعد از مرگ مادارا با زدن ماسک خودش را مادارا معرفی کرد. در ابتدا او به عنوان یار دیدارا با نام "توبی" عضو آکاتسوکی و جایگزین ساسوری شد و خود را شخصی الکی‌خوش و پخمه نشان داد. اما بعد از اینکه دیدارا نیز در جنگ با ساسوکه کشته شد خود را رسماً مادارا اوچیها معرفی کرد و پس از مرگ پین رهبری آکاتسوکی را بر عهده گرفت. پیش از آغاز جنگ چهارم شینوبی کابوتو یاکوشی با نشان دادن جسد اصلی مادارا او را تهدید و وادار به همکاری کرد. بعدها معلوم شد که او اوبیتو دوست کاکاشی بود که با کمک مادارا نجات پیدا کرده بود. او در نهایت از هدفش ماه ابدی دست کشید و با کمک به ناروتو برای شکست کاگویا به عنوان قهرمان از دنیا رفت .
- ساسوری (مرده): او نیز در جنگ با ساکورا و مادربزرگ خودش چیو (Chiyo) کشته می‌شود. او عروسک ساز ماهری بوده و رئیس سوم دهکدهٔ سوناگاکوره را نیز پس از شکست به عروسک تبدیل کرده‌است. ساسوری ۳۵ سال دارد ولی بدنی که هم‌اکنون در آن است، در ۲۰ سالگی ساخته‌است به همین علت ظاهر وی جوان است و نیازی به خوردن غذا ندارد. ساسوری به معنای "کژدم" است. ساسوری به دست عروسک های مادر و پدرش که در بچگی ساخته به طرز غمناکی کشته میشود .
- زتسو: افرادی که در زمان کاگویا اوتسوتسوکی در فن تسوکویومی بی‌نهایت گیر افتاده بودند به مرور زمان تبدیل به زتسوی سفید شدند. او توانایی تکثیر و حرکت از درون زمین یا درخت را دارد. زتسو در واقع دو نوع سیاه و سفید دارد. کاگویا زتسوی سیاه را قبل از این که در مبارزه با پسرانش در بعد خودش مهر شود خلق کرد تا بعدها اون را دوباره بازگرداند. زتسوی سیاه اکثر مواقع به بدن زتسوی سفید چسبیده‌است. زتسوی سیاه نقش مهمی در شکل‌گیری تاریخ نینجاها دارد. وی افراد زیادی (مانند اوبیتو اوچیها و مادارا اوچیها) را در طول تاریخ شستشوی مغزی داده‌است تا در نهایت کاگویا اوتسوتسوکی را بازگرداند. ( در واقع مسئول بیشتر بدبختی های شخصیت ها همین یارو بوده و ویلن اصلی ناروتو همین کاکتوسه )
- اوروچیمارو (جداشده-زنده): وی عضو سابق آکاتسوکی بود، او بعد از ناکام ماندن برای تسخیر بدن ایتاچی اوچیها از این گروه جدا می‌شود و دهکدهٔ مختص خود اوتوگاکوره را در راه آزمایش‌ها و مطالعاتش و برای نابودی دهکده قبلی خود (کونوهاگاکوره) تأسیس می‌کند. او بعدها ساسکه را مجبور می‌کند که برای به دست آوردن قدرت برای روبه‌رویی و کشتن برادرش ایتاچی اوچیها نزد اوروچیمارو برود و در کنار او تعلیم ببیند تا در نهایت بتواند بدن او را تسخیر کند. او سه سال بعد از تعلیم ساسکه زمان تسخیر بدنش شکست می‌خورد ولی کشته نمی‌شود و طی جنگ چهارم شینوبی دوباره بازمی‌گردد. او اینبار با تکنیک مخصوص خود ادوتنسه هوکاگه های قبلی را زنده میکند تا در جنگ جهانی چهارم شینوبی به نیرو های متحد کمک کنند . او در نهایت در کونوها به عنوان یک مجرم تحت نظر سکونت میکند و وقتش را با فرزندش میتسوکی پر میکند .( از بی بخار ترین ویلنا که به جز گند زدن تو برنامه های ملت هیچ هدف مفیدی نداشت)
- دیدارا (مرده): او نینجای سابق دهکده ایواگاکوره و شاگرد تسوچیکاگهٔ سوم است. وی دارای ۴ دهان می‌باشد که ۲ تا از آن‌ها در کف دست‌های او قرار دارد و یکی دیگر نیز بر روی قلب وی است. او کینه‌ای بر علیه ایتاچی و تمام خاندان اوچیها داشت و احساس می‌کرد چشم شارینگان آن‌ها قابلیت‌های او را کوچک می‌پنداشتند. او در جنگ با ساسکه خود را منفجر می‌کند تا ساسکه را بکشد ولی ساسکه با احضار مار ماندا و انتقال خود به بعد دیگر جان سالم به‌در می‌برد. او عاشق انفجار است و همیشه با همکار سابق خود ساسوری در مبحث هنر سر جنگ داشته و میخواست ثابت کند هنر در انفجار است نه در عروسک سازی .
- گروه تاکا (جدا شده): از ۴ نینجا شامل ساسوکه، سوییگتسو، کارین و جوگو تشکیل شده‌است. در ابتدا نام گروه آن‌ها "هبی" به معنای مار بود. این گروه بعد از مرگ هیدان، کاکوزو، دیدارا و ساسوری برای همکاری وارد آکاتسوکی می‌شوند و بعد از تحویل هشت‌دم به آکاتسوکی از آن‌ها جدا می‌شوند.
- کابوتو (جداشده): کابوتو زیر دست اوروچیمارو و جاسوس ساسوری بود که پیش از آغاز جنگ چهارم شینوبی با تهدید اوبیتو اوچیها با جسد مادارا به او پیوست. او اکنون مسئول یتیم خانه ای در کونوها است و درست مانند استادش اوروچیمارو از شرارت دست کشیده .